# Pindos (Dòrida)
Pindos (grec antic: Πίνδος, llatí: Pindus) era una de les ciutats de la Tetràpolis Dòria, a la vora del riu del mateix nom que desaiguava al riu Cefís, prop de Lilea.
Segons Estrabó i Teopomp de Quios la ciutat també s'anomenava Acifant (Ἀκύφας), que Estrabó situa vora la regió d'Etea, i és probable que se situàs situada al naixement del riu i vora el Mont Eta, lloc on també la situen els Iambes al Rei Nicomedes i Plini el Vell.